# Irisbus Evadys

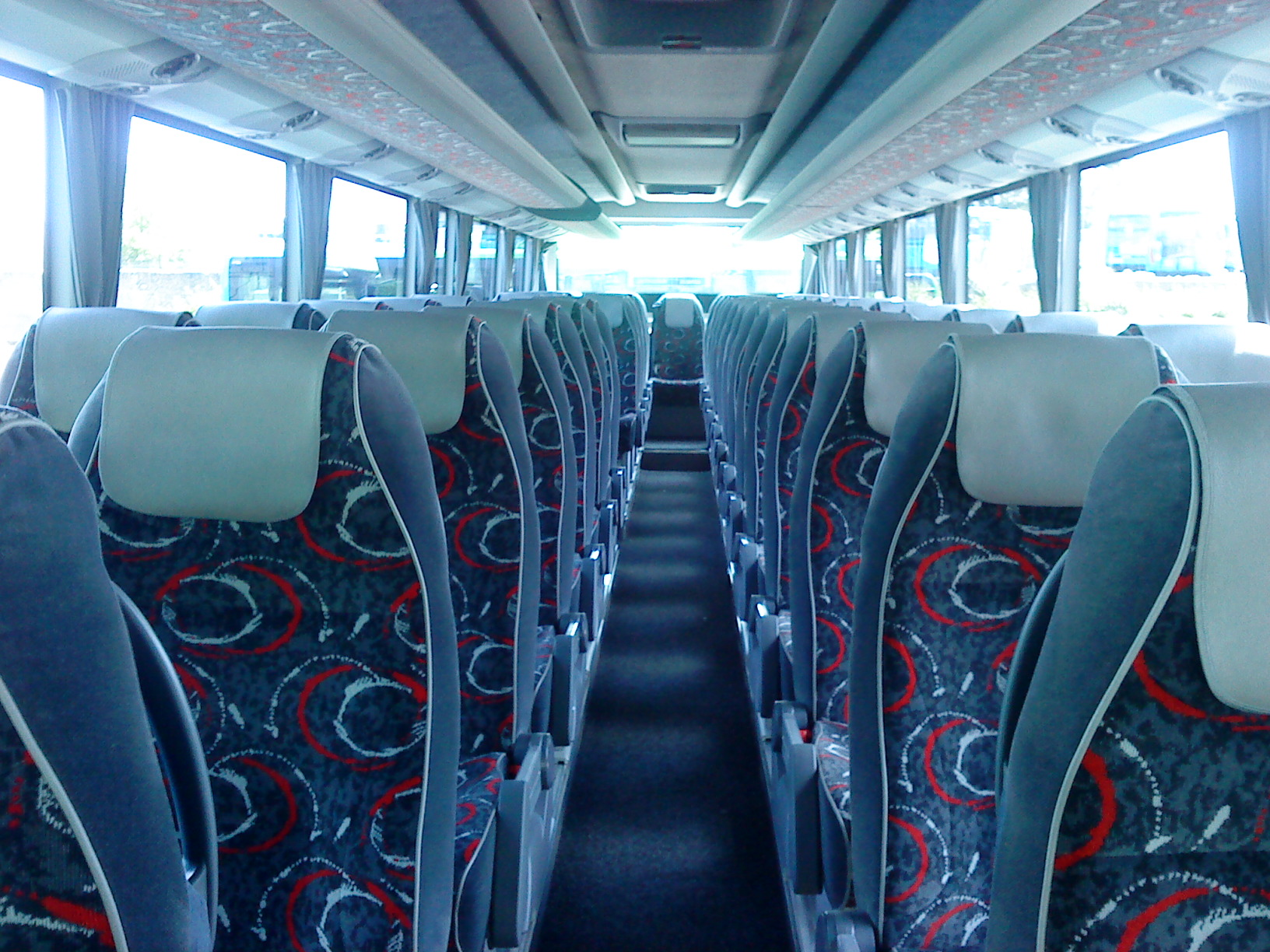
Салон автобуса Irisbus Evadys HD

Irisbus Evadys — междугородный автобус большой вместимости, выпускаемый французской компанией Irisbus с 2005 года.

## История
Изначально автобусы Irisbus Evadys производились с 2005 по 2013 год. Причём в 2006 году автобус вытеснил с конвейера модель Irisbus Iliade. Автобус имел длины 12 или 12,8 метров. Первоначально производились только модели Irisbus Evadys HD, в июне 2007 года появились модели Irisbus Evadys H с обновлённой задней частью. В 2013 году производство автобусов было заморожено из-за слияния Irisbus с итальянским заводом Iveco. Однако в сентябре 2016 года производство автобусов было возобновлено под названием Iveco Bus Evadys.

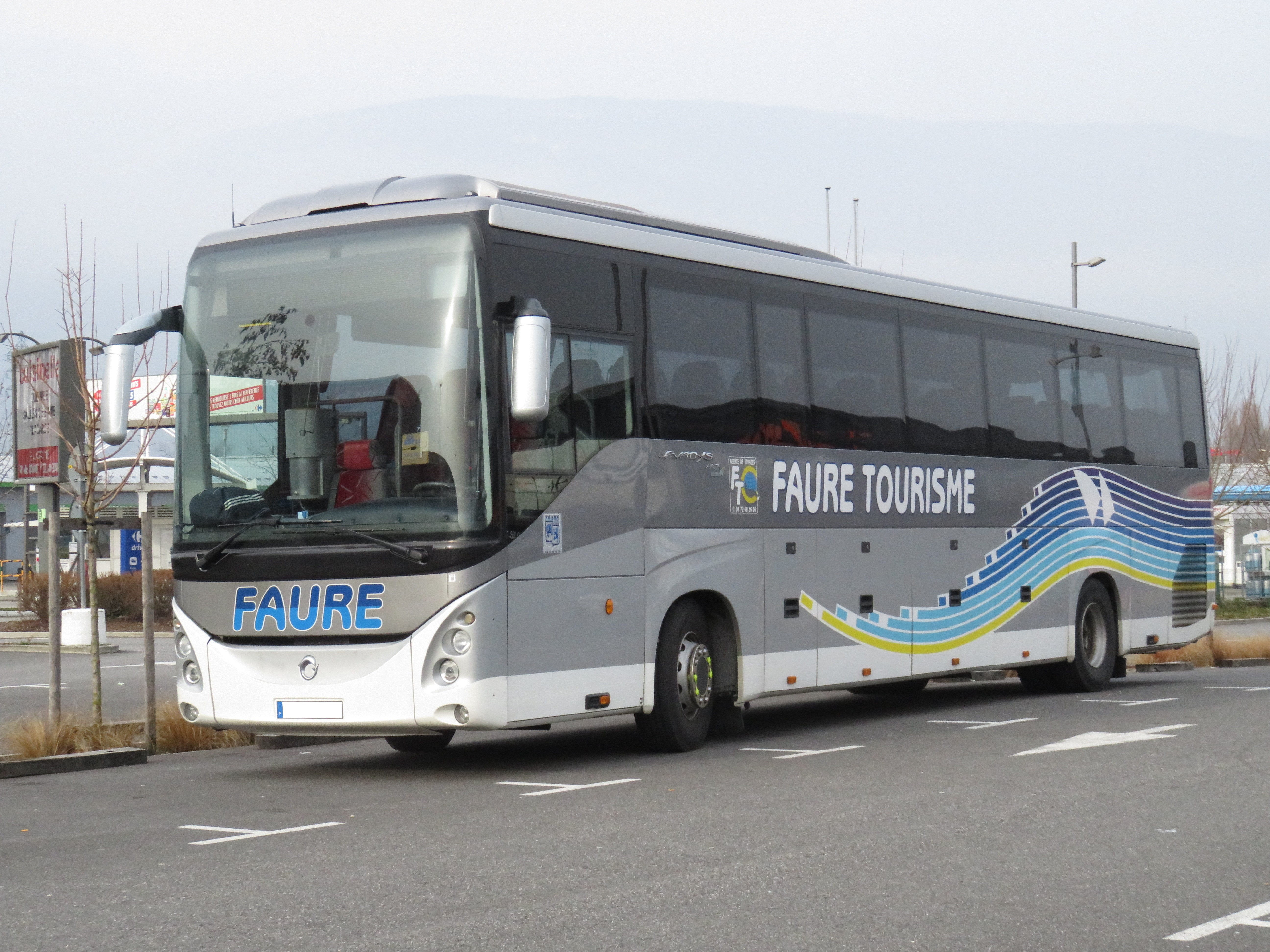
Irisbus Evadys HD
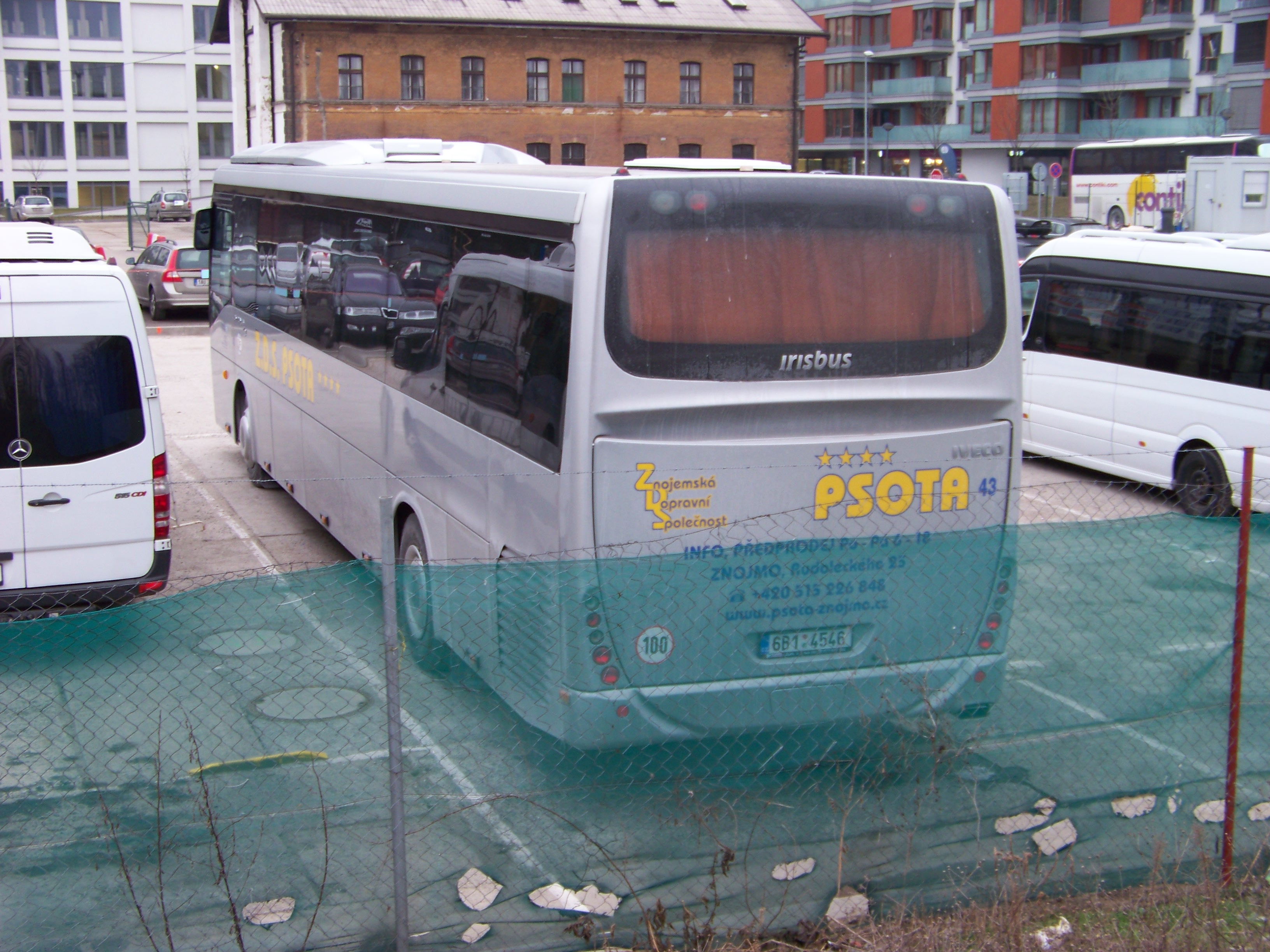
Irisbus Evadys H
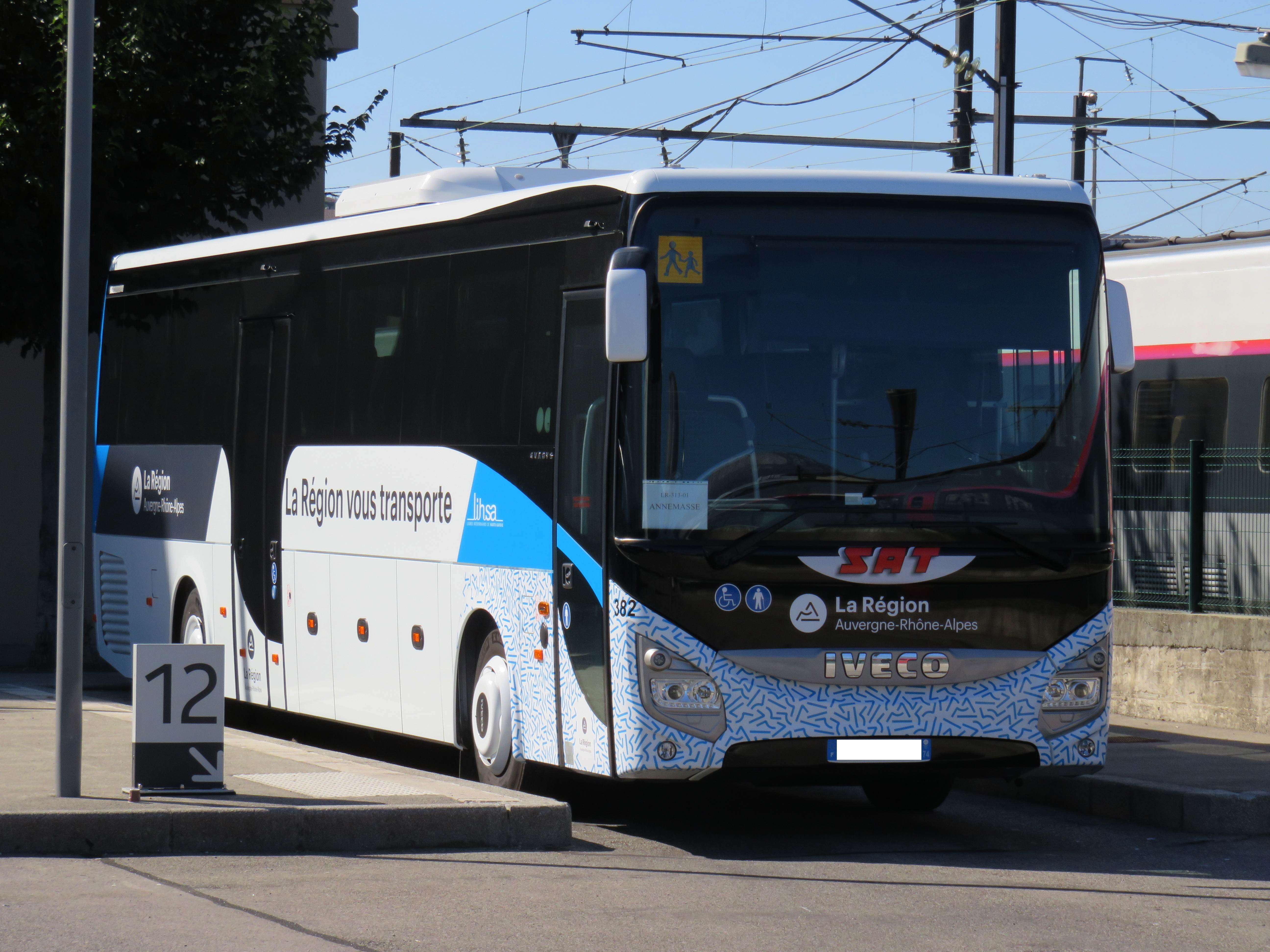
Iveco Bus Evadys